# EMate 300

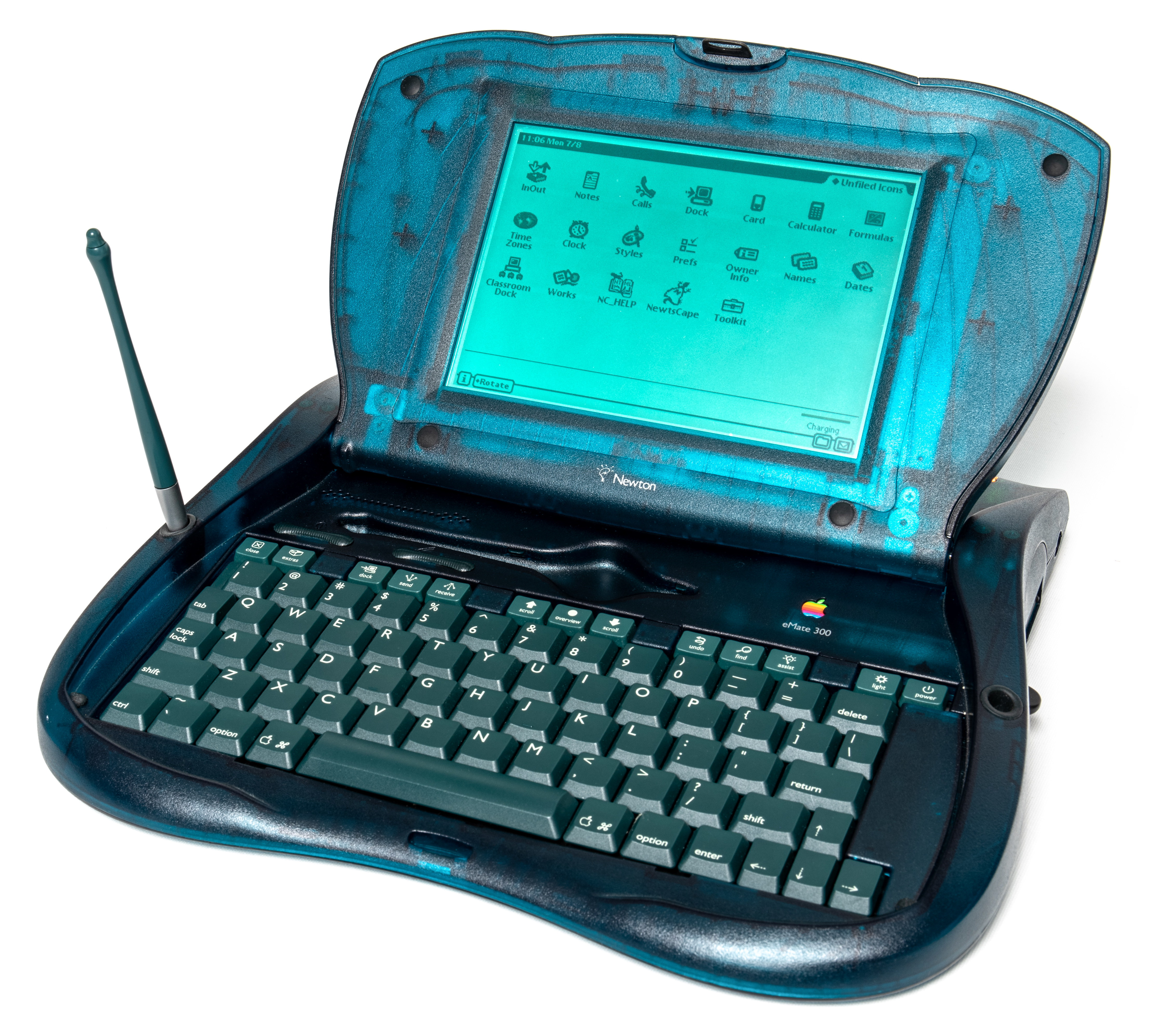

eMate 300은 애플 컴퓨터가 뉴턴 OS를 실행하는 저가형 노트북으로 교육 시장에 설계, 제조 및 판매한 개인용 디지털 보조 장치이다. 키보드가 내장된 유일한 애플 뉴턴 장치였다. eMate는 1997년 3월 7일 US$799에 출시되었으며 1998년 2월 27일 애플 뉴턴 제품 라인 및 운영 체제와 함께 단종되었다.

## 특징
eMate 300은 백라이트, 스타일러스 펜, 키보드, 적외선 포트 및 표준 매킨토시 직렬/로컬토크 포트를 갖춘 6.8인치 480x320 해상도 16색 회색조 디스플레이를 갖추고 있다.
키보드는 표준 "풀 사이즈" 키보드 크기의 약 85%였다.
전원은 내장된 충전식 배터리에서 나오며, 완전 충전 시 최대 28시간 동안 지속된다. 저렴한 가격을 달성하기 위해 eMate 300은 현대 뉴턴과 동등한 메시지패드 2000의 모든 기능을 갖추지 못했다. eMate는 25MHz ARM 710a RISC 프로세서를 사용했으며 StrongARM 110을 사용한 메시지패드 2000보다 메모리가 적었다. RISC 프로세서로 확장성이 뛰어났다. 그러나 eMate 300은 이전 메시지패드 130보다 빨랐다.

## 같이 보기
- 아이패드